# Toxicidad del aluminio

## Introducción
En los seres humanos, los órganos más afectados por el aluminio son los pulmones, la piel, los huesos y el sistema nervioso central. En el caso de los animales, el aluminio puede afectar a su desarrollo, como se ha demostrado en el caso del aluminio procedente de la lluvia ácida que daña las branquias de los peces, lo cual puede causarles la muerte.

### Efectos tóxicos sobre los pulmones y huesos
La exposición laboral al polvo de aluminio provoca fibrosis pulmonar, que puede llegar a ser mortal. El consumo de antiácidos ricos en aluminio se ha asociado con osteomalacia que se atribuye por la inhibición de la absorción de fosfatos en el intestino. 

### Neurotoxicidad
En los animales la intoxicación por aluminio es variable dependiendo de las especies de las que se trate y del momento de su vida en que se encuentren. En el caso de gatos y conejos, aparecen alteraciones sutiles de la conducta como defectos del aprendizaje y de la memoria y disfunción motora. Estos síntomas empeoran hasta provocar crisis focales y muertes en las tres o cuatro semanas posteriores a la exposición inicial.
En el caso de los humanos los efectos tóxicos del aluminio se han asociado a dos patologías: la demencia de diálisis y la enfermedad de Alzheimer.

#### Demencia de diálisis
En pacientes con insuficiencia renal crónica sometidos a hemodiálisis, se ha descrito un síndrome progresivo y mortal. De los 3 a 7 años aparece un trastorno del habla, seguido de demencia, convulsiones, mioclonías y disartria cuya causa es la intoxicación por aluminio presente en el líquido de diálisis. Estos signos pueden llegar a producir demencia y osteodistrofia renal con dolores de huesos. Se puede prevenir evitando el uso de captadores de fosfato orales que contengan aluminio y vigilando el aluminio en el dializado mediante la desionización del agua.. 
El tratamiento con algún agente quelante como la deferoxamina puede lentificar o detener la evolución de la demencia ya que actúa reduciendo los depósitos de aluminio en el organismo.

#### Alzheimer
Respecto a la enfermedad de Alzheimer se sabe desde hace décadas que los enfermos de Alzheimer tienen un elevado contenido en aluminio en el cerebro, pero esto podría ser una consecuencia y no la causa de la enfermedad. Es posible que la reducción de la barrera hematoencefálica en estos pacientes permita que entre más aluminio en el cerebro favoreciendo su acumulación en este órgano.

## Influencia del consumo moderado de cerveza sobre la toxicocinética del aluminio
El aluminio tiene una acción de oxidación sobre el cerebro que lo hace responsable de importantes desórdenes neurodegenerativos entre los cuales se encuentra el Alzheimer. Tras sucesivos estudios se ha demostrado que el silicio interfiere en la toxicocinética del aluminio.
Dada esta información, se realizaron estudios sobre el consumo de la cerveza como fuente de silicio y su influencia sobre la biodisponibilidad del aluminio, así como la prevención de las enfermedades mencionadas producidas por este metal.
Los resultados obtenidos fueron que con cerveza, especialmente con alcohol a dosis moderada alta, parece tener influencia sobre la toxicocinética del aluminio limitando su absorción en el tracto gastrointestinal aumentando su eliminación por vía fecal, a nivel renal disminuyendo su absorción, y a nivel de distribución impidiendo su distribución tisular.
De estos datos se puede concluir que el consumo moderado de cerveza podría ejercer un papel protector frente al efecto  tóxico del aluminio, considerado como uno de los factores determinantes de la enfermedad del Alzheimer.